# Butis koilomatodon
Butis koilomatodon är en fiskart som först beskrevs av Bleeker, 1849.  Butis koilomatodon ingår i släktet Butis och familjen Eleotridae. Inga underarter finns listade.